# Francisco, el Hombre
Francisco, el Hombre foi uma banda brasileira formada em 2013 pelos irmãos mexicanos naturalizados brasileiros Sebastián e Mateo Piracés-Ugarte na cidade de Campinas, São Paulo. Foi indicada ao Grammy Latino em 2017 por melhor canção em língua portuguesa pela canção "Triste, Louca ou Má".
Com mais três membros brasileiros de nascença, o quinteto mistura elementos musicais de ambos os países e outros da América Latina, com base na experiência dos irmãos em viagens no continente, resultando em música cantada tanto em português como em espanhol e inglês. Autodefinem-se como um grupo de "pachanga folk". Também já foram descritos como uma mistura de Manu Chao e Nação Zumbi e já se autodefiniram como "uma fusão entre a batucada e a música latina" e "batuk freak tropikarlos".
Suas primeiras turnês latino-americanas eram autofinanciadas e improvisadas, com poucos shows confirmados no início da viagem. Ao longo da jornada, aproveitavam-se de oportunidades para apresentações em ruas, praças, hostels, bares e festas de aniversário que iam surgindo.

## História
Após viajarem pelo mundo com seus instrumentos, os irmãos mexicanos Sebastián e Mateo Piracés-Ugarte se mudaram para o Brasil em meados dos anos 2000, naturalizaram-se, firmaram-se no distrito de Barão Geraldo em Campinas, São Paulo, e formaram a banda com o objetivo de "largar os empregos, faculdade e todas as 'amarras com a sociedade'". O nome do grupo foi inspirado em uma figura de mesmo nome do folclore colombiano, conhecida por tocar acordeão pelas ruas  das cidades.
Até 2015, já haviam realizado duas turnês sul-americanas, com a segunda sendo denominada "Mochilazo". No início daquele ano, após um show realizado em Mendoza, Argentina, sofreram um assalto e perderam todos os seus pertences, incluindo instrumentos e documentos. Só conseguiram voltar ao Brasil após uma campanha on-line, ajuda da população local e de amigos, e fundos arrecadados em apresentações nas ruas com instrumentos emprestados. Os membros consideraram o episódio como um divisor de águas para o grupo, responsável por alterar a perspectiva que tinham de seu trabalho.
Em abril de 2015, lançaram seu EP La Pachanga!, com seis faixas autorais. O evento de lançamento se deu no Centro Cultural São Paulo no dia 7 do mês seguinte, onde também gravaram um vídeo para a faixa "Dicen" (cuja versão de estúdio traz a participação da cantora chilena Francisca Valenzuela), que, segundo os irmãos fundadores, surgiu para que pudessem falar a seus pequenos sobrinhos sobre a ditadura. O EP traz também a faixa "Minha Casa", a única totalmente em português, escrita na África.
Em 2016, iniciaram a campanha #VaiPraCuba, por meio da qual pretendiam financiar um documentário sobre a cultura da ilha comunista, aproveitando uma viagem à capital Havana para participar do projeto "El Sur Suena", no festival "AMPM – América por Su Música". No meio do ano, realizaram também uma turnê latino-americana.
Em junho de 2016, lançaram um clipe para a faixa "Calor da Rua", produzida por Curumin e Zé Nigro, que trata de violência doméstica e figuraria no primeiro álbum completo do quinteto. O álbum, denominado SOLTASBRUXA, foi lançado no dia 2 de setembro. Foi produzido por Zé Nigro e trouxe participações de Liniker e Apanhador Só, além de letras politizadas e com comentários sociais.
Em março de 2019, lançaram seu segundo álbum de estúdio, Rasgacabeza. Em junho de 2020, utilizaram-se de um novo single, intitulado "Despedida", para anunciar a saída do baixista Rafael Gomes, que integrou o grupo por seis anos e meio. Ele foi substituído no mesmo ano por Helena Papini, nome sugerido pelo próprio Rafael.
Em outubro de 2021, após um período de isolamento, a banda lançou seu terceiro disco de estúdio, Casa Francisco.
Em 2024, o grupo se reuniu com Lenine, Mart'nália, Pato Fu e Ilú Obá de Min, e anunciou um recesso por tempo indeterminado.

## Integrantes

### Formação atual
- Sebastián Piracés-Ugarte – vocal, percussão e violão (2013–atualmente)
- Mateo Piracés-Ugarte – vocal e violão (2013–atualmente)
- Juliana Strassacapa – vocal e percussão (2013–atualmente)
- Andrei Martinez Kozyreff – guitarra (2013–atualmente)
- Helena Papini – baixo (2020–atualmente)

### Ex-integrantes
- Rafael Gomes – baixo, vocal de apoio (2013–2020)
- André Cardoso – baixo
- Erin O'Connor – vocal
- Victor V-B – bateria (2013–?)

## Discografia

### EPs
- Nudez (2013)
- La Pachanga! (2015)
- Francisca, la Braza (2018) - Em parceria com a banda Braza

### Álbuns
- SOLTASBRUXA (2016)
- RASGACABEZA (2019)
- Casa Francisco (2021)

### Singles
- 2019 – "Triste, Louca ou Má"
- 2020 – "Despedida"
- 2021 – "Nada Conterá a Primavera"
- 2021 – "Olha a Chuva"
- 2021 – "Se Não Fosse por Ontem"